# Sainte-Croix-sur-Aizier
Sainte-Croix-sur-Aizier foi uma antiga comuna francesa na região administrativa da Normandia, no departamento de Eure. Estendia-se por uma área de 4,8 km². Em 2010 a comuna tinha 261 habitantes (densidade: 54,4 hab./km²).
Em 1 de janeiro de 2016, passou a formar parte da nova comuna de Bourneville-Sainte-Croix.